# St.-Wendelinus-Kapelle (Weisenbach)

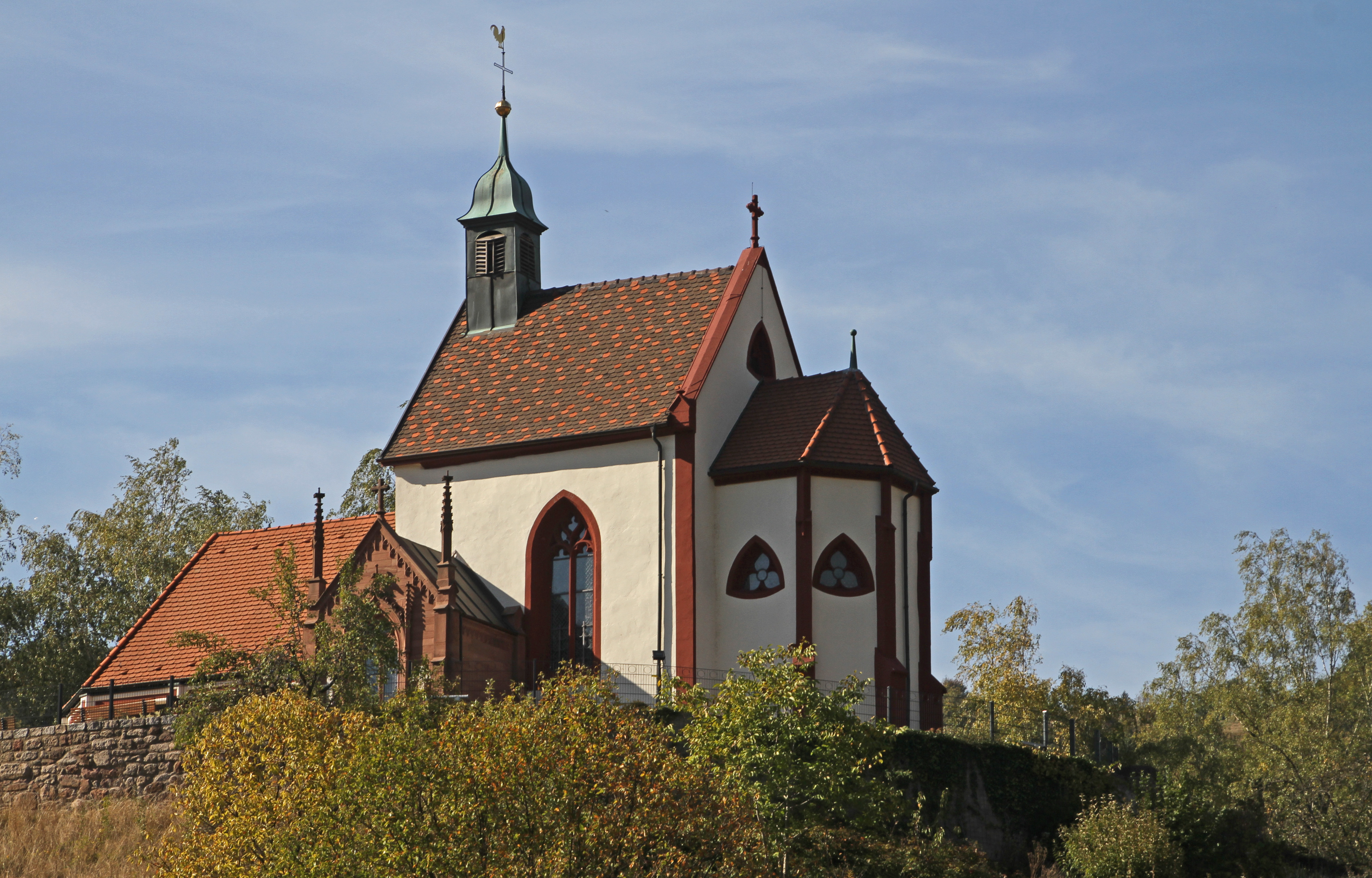
St.-Wendelinus-Kapelle

Das Wahrzeichen von Weisenbach ist die St.-Wendelinus-Kapelle, die auf einem Felsvorsprung hoch über der Murg steht. Sie zählt zu den ältesten Baudenkmälern des Landkreises Rastatt und ihr Bild beherrscht weithin die Landschaft.

## Entstehungsgeschichte
Erstmals erwähnt wird die Kapelle des Heiligen Wendelinus zu Trier im Jahre 1404 in den ebersteinischen Urkunden. Im gleichen Jahr wurde auch die Schlosskapelle St. Elisabeth bei Schloss Eberstein mit einem Schlosskaplan besetzt, der auch die Kapelle St. Wendelinus zu betreuen hatte.
1481 wurde die Wendelinus-Kapelle mit Genehmigung des speyerischen Generalvikariates für sechs Jahre zur Pfarrkirche ernannt. Im gleichen Jahr bewilligte der Bischof von Speyer, Ludwig von Helmstatt, einen eigenen Kaplan für die Weisenbacher Kapelle. Selbständige Pfarrei wurde Weisenbach am 17. Januar 1482. Zu der Pfarrei gehörten auch die Orte Au im Murgtal, Langenbrand und Reichental. Dies war auch der Grund für den Neubau, der 1494 anstelle der alten Kapelle errichtet wurde.

## Mittelpunkt der evangelischen Gläubigen
1578 ernannte Katharina Gräfin von Eberstein den lutherischen Pfarrer Johannes Koch aus Tübingen zum Pfarrer von Weisenbach. Die links der Murg wohnenden Bürger mussten den Glauben der Herrschaft übernehmen und wurden evangelisch. Die rechts der Murg wohnenden Bürger blieben hingegen unter der Herrschaft des Bischofs von Speyer und somit katholisch.
Als 1585 die evangelische Kirche in Gernsbach geschlossen wurde, empfahl Gräfin Katharina von Stolberg-Königstein den Gläubigen, in die Weisenbacher St.-Wendelinus-Kapelle zur Kirche zu gehen. Viele Jahrzehnte war dadurch die kleine Pfarrkirche Mittelpunkt der evangelischen Gläubigen im mittleren Murgtal.

## Die Kapelle entgeht dem Abbruch
Im 18. Jahrhundert – die Kirche war wieder Mittelpunkt der katholischen Gläubigen im Kirchspiel Weisenbach, Au im Murgtal, Langenbrand und Reichental – verdoppelte sich die Bevölkerung und der Platz in der Kirche reichte nicht mehr aus. Nachdem man zunächst den kompletten Abriss der Kapelle plante, wurde 1779 nur das Langhaus mit Eingangsturm abgebrochen. An das Chorgeviert mit Sakristei aus dem Jahre 1494, noch heute der älteste Bestandteil, fügte man nach Osten statt des ursprünglich flachen Chorschlusses den ebenfalls noch bestehenden neogotischen Chorraum an.
1853 wurde wiederum über den Abbruch der Kapelle nachgedacht. Pfarrer Franz Anton Schmidt trat diesen Abrissplänen energisch entgegen und wies auf den historischen Wert dieses „nachweislich ältesten Baudenkmals im oberen Murgtal“ hin. Von 1857 bis 1863 erfolgte eine Renovierung im neugotischen Stil. Um 1860 wurde als seitlicher Anbau die ebenfalls neogotische Grabkapelle Belzer errichtet. Der erfolgreiche Weisenbacher Baumeister Johann Belzer (1796–1868) errichtete diese Kapelle als Ruhestätte seiner Familie.

## Heutige Nutzung
In den Jahren 1911 und 1937 erfolgten notwendige Instandsetzungsarbeiten an der Kapelle. 1980 wurde sie von Grund auf saniert und eine Einsegnungshalle an der Südseite angebaut. Im Oktober 1981 war dann die Renovierung der Wendelinus-Kapelle abgeschlossen.
Seit vielen Jahrzehnten dient die St.-Wendelinus-Kapelle bereits als Friedhofskapelle. Im Inneren befindet sich eine ausdrucksvolle Pietà aus der Zeit um 1500. Die drei an der Wand befestigten Altarflügel zeigen den Auferstandenen Christus mit Maria und Johannes, sie wurden 1847 durch den akademischen Maler I. Koopmann signiert. Im Erweiterungsbau aus dem Jahre 1980 haben die Pfarrer Karl Götz und Robert Blum ihre letzte Ruhestätte.